# Китник лучний
Ки́тник лучни́й, лисохві́ст лучни́й (Alopecurus pratensis) — вид трав'янистих рослин родини тонконогових.

## Українські синоніми та народні назви[2]
Китник луговий; батланчик, батлач(н)ик, батлачок, бор дивій, глашник, житниця водяна, жито дике, китник, китник левадний, лисохвост, мичка, мушка, мушка пшенична, перей, пирій, пирій луговий, сіянка, смішне зіллє, хвіст лисій, хвіст лисій луговий, хвіст мачкин, червонуха.

## Опис

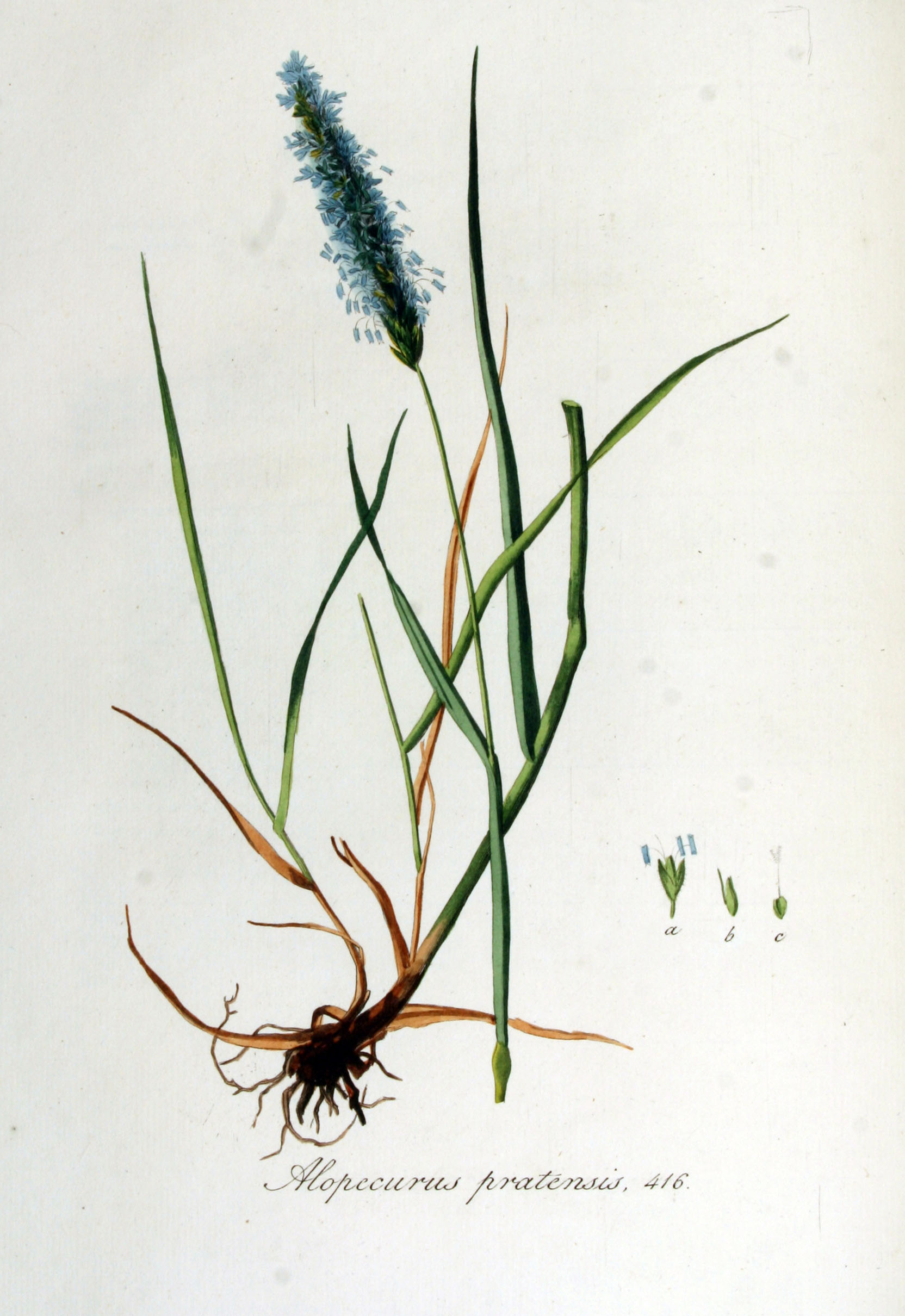
Ілюстрація китника лучного у книзі Яна Копса «Flora Batava», Volume 6 (1832)

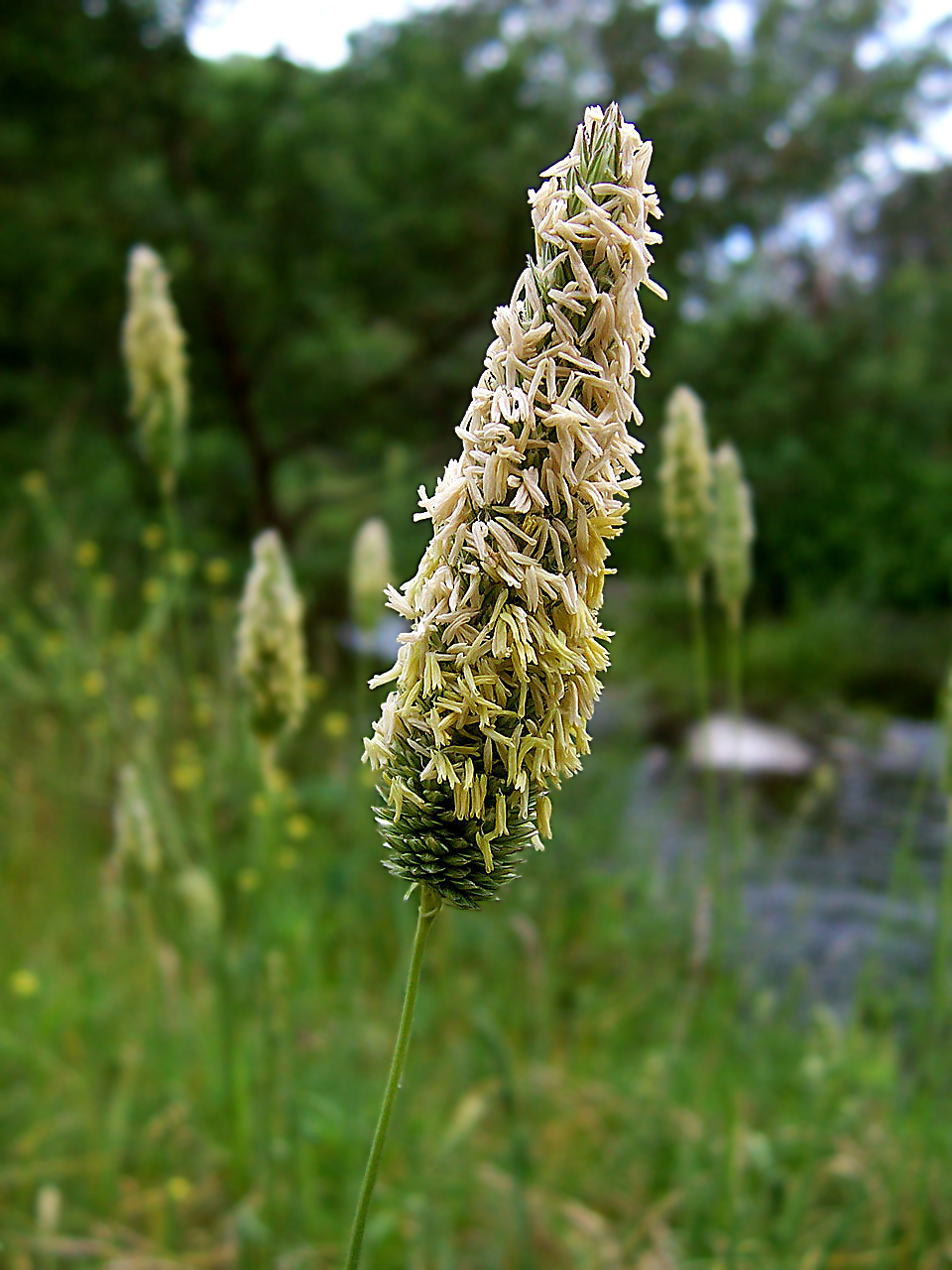
Волоть китника лучного

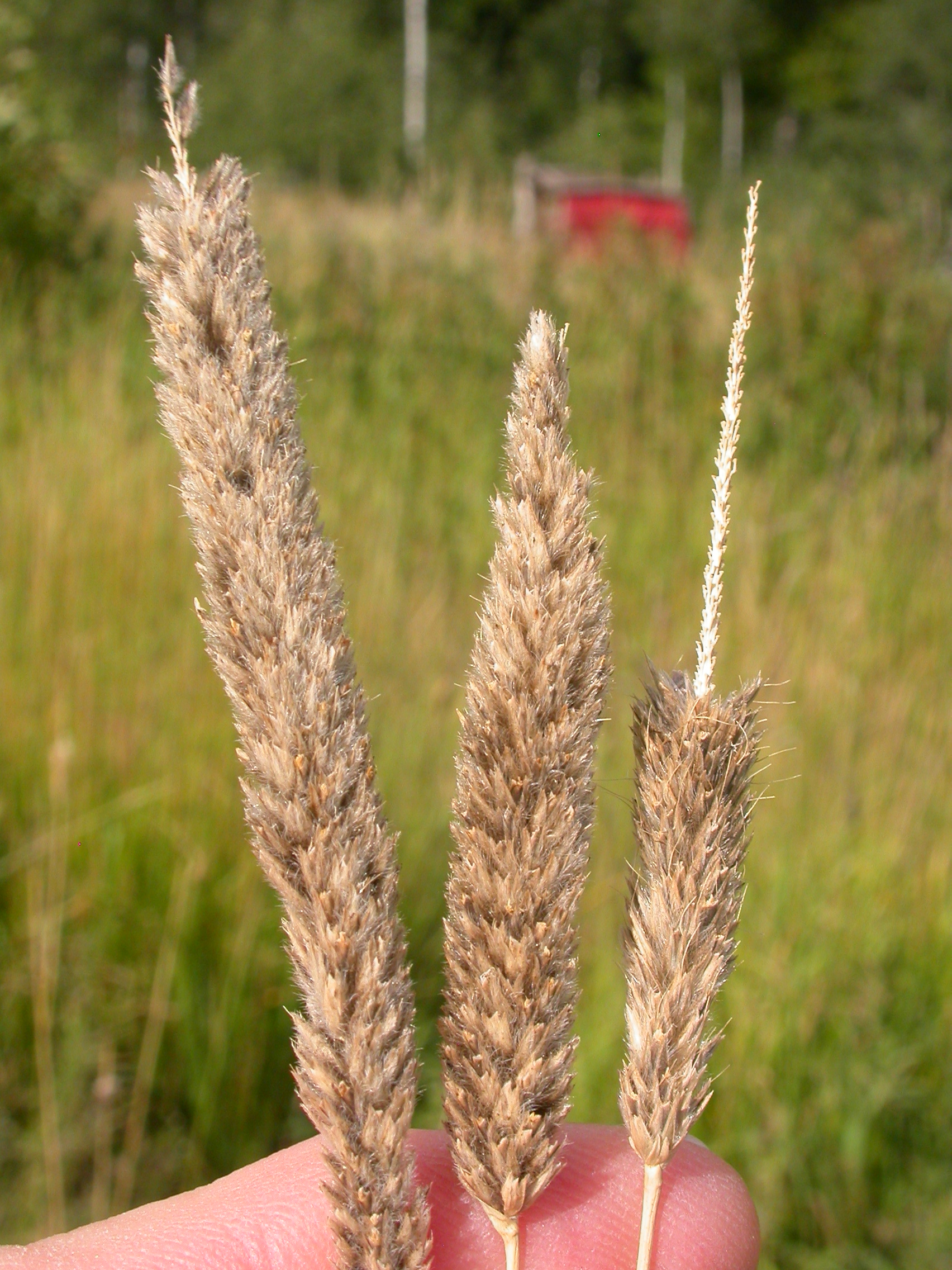
Колоски китника лучного

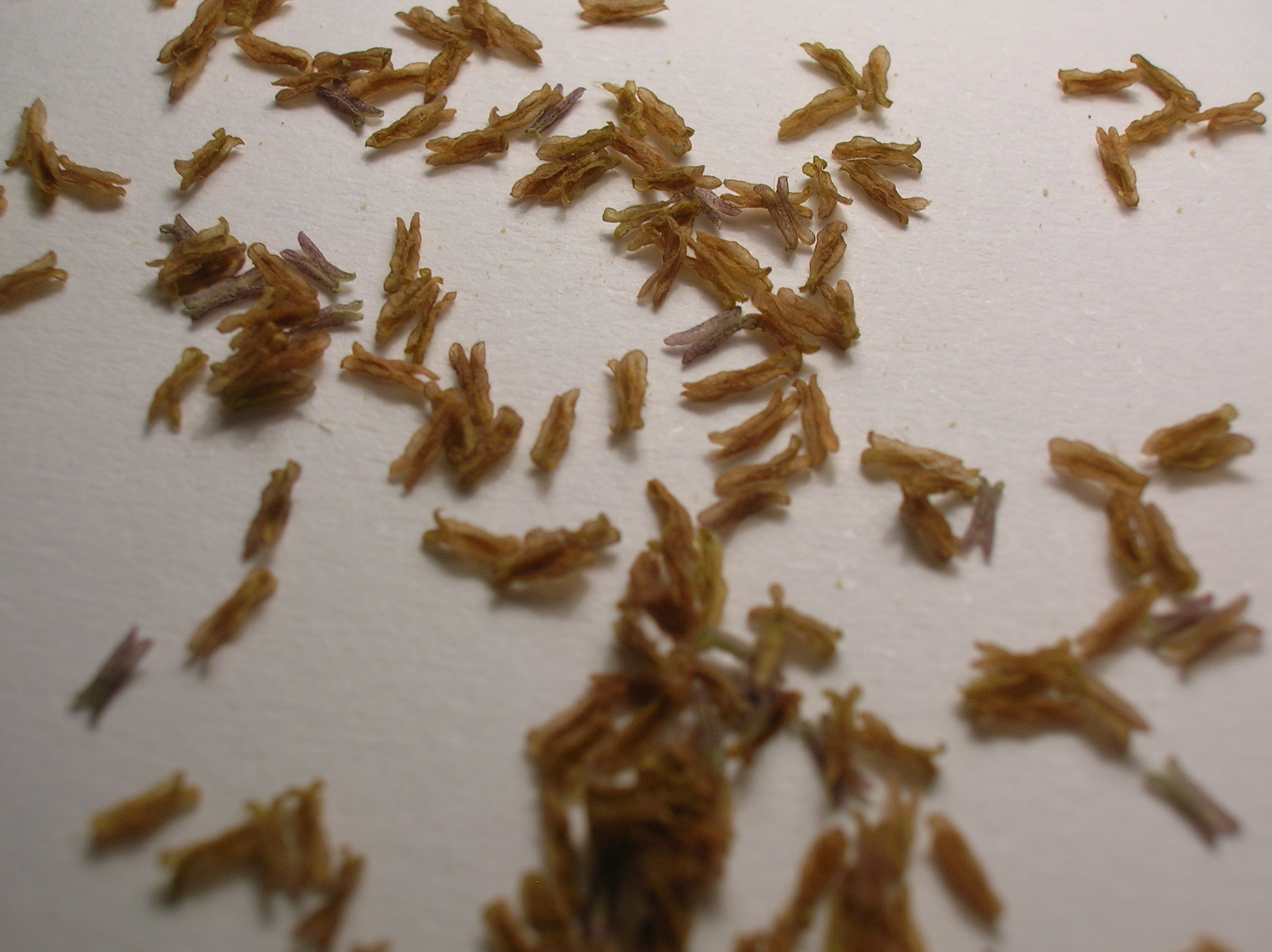
Пиляки китника лучного

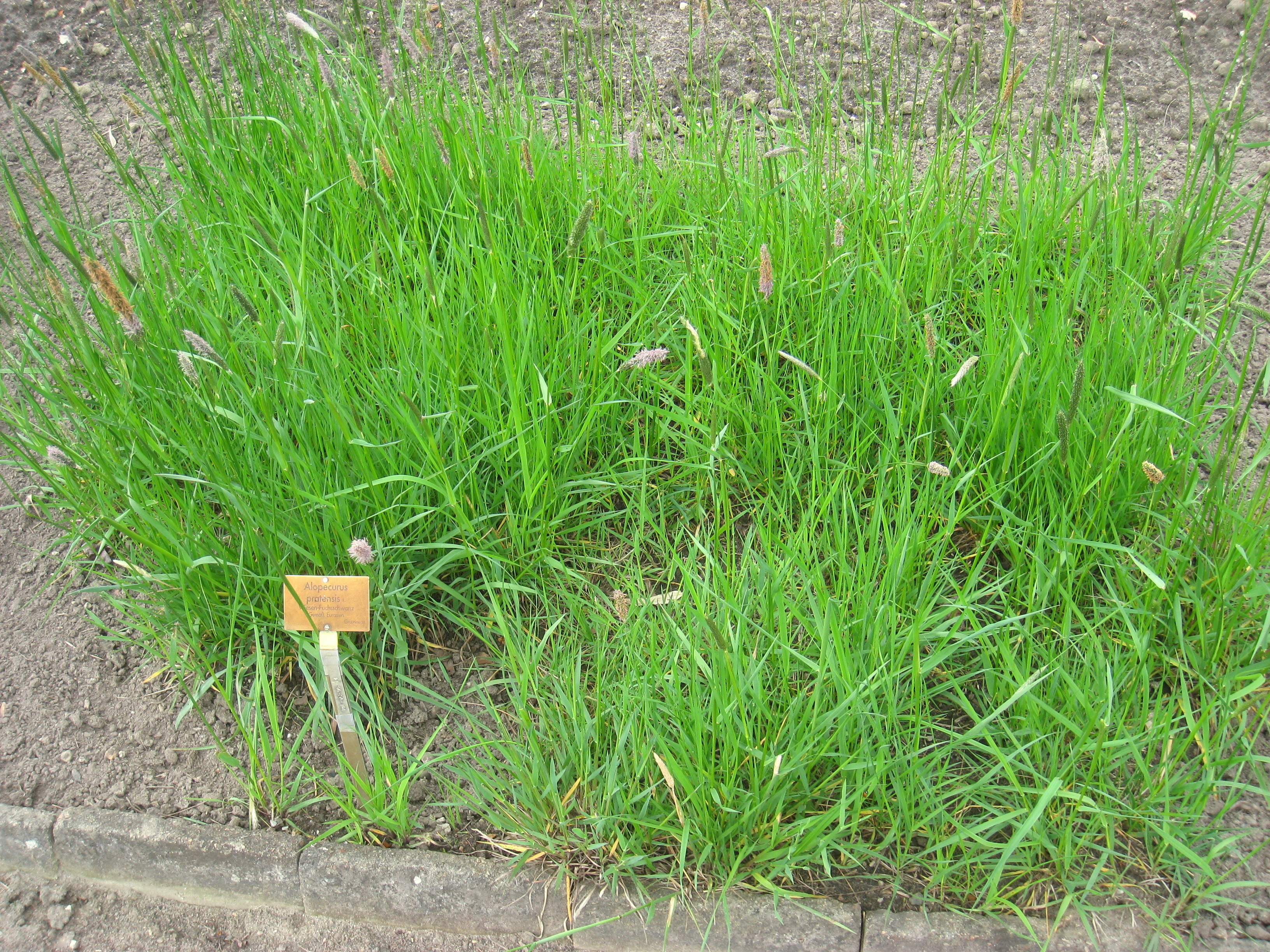
Китник лучний в Берлінському ботанічному саду

Рихлокустовий, верховий багаторічний злак з коротким, повзучим кореневищем. Кущ прямий, середньорослий (80-120 см), з великою кількістю неплідних пагонів, рясно вкритих м'яким листям. Стебла прямі або знизу колінчасто-вигнуті, у вузлах дещо роздуті і округлі, порівняно тонкі, темно-пофарбовані. Листя подовжені (до 25 см), вузькі, рідко широколанцетні, мало опушені, темно-зелені, іноді сизі. Суцвіття — подовжено-веретеновидний або майже циліндричний щільний султан, біло-сірий або брудно-сірий, завдовжки 5-9 см, іноді 11-12 см. Колоски еліптичні, великі, 5-6 мм завдовжки. Колоскові луски з прямими, загостреними верхівками, що сходяться, з 3 зеленими жилками, опушені лише по кілю, рідше по жилах. Квіткові луски загострені, майже однакової довжини з колосковими, білуваті, з міцною, колінчасто зігнутою, що значно перевищує колосок остю. Пиляки 3 — 4 мм завдовжки. Насіння (несправжній плід) плівчасті, плоскі, легкі, вкриті жорсткими шипиками, несипучі. Маса 1000 насінин 0,5-0,7 г. Рослин озимо-ярового типу розвитку. Плодоносить з 2-го року. Цвітіння відбувається у травні-червні, дозрівання — у червні-липні. Вітро- і перехреснозапилювана рослина.
В арктичній Європі поряд з типовою зустрічається низькоросла форма з сизим, сильно потовщеним суцвіттям — Alopecurus pratensis subsp. alpestris  (Wahlenb.).
Китник лучний можна сплутати з тимофіївкою лучною, але гілочки суцвіття у лисохвоста на відміну від тимофіївки не зростаються з головною віссю; і коли суцвіття згинати, воно розділяється в місцях згину.
Число хромосом — 2n = 4x = 24.

## Поширення

### Природнийареал
- Азія
  - Західна Азія: Афганістан; Іран; Туреччина
  - Кавказ: Грузія; Російська Федерація — Передкавказзя
  - Сибір: Росія — Східний Сибір, Західний Сибір
  - Середня Азія: Казахстан; Киргизстан; Таджикистан; Узбекистан
  - Монголія
  - Далекий Схід Росії
  - Китай
- Європа
  - Північна Європа: Данія; Фінляндія; Ірландія; Норвегія; Швеція; Велика Британія
  - Середня Європа: Австрія; Бельгія; Чехія; Німеччина; Угорщина; Нідерланди; Польща; Словаччина; Швейцарія
  - Східна Європа: Білорусь; Естонія; Латвія; Литва; Молдова; Російська Федерація — європейська частина; Україна (вкл. Крим)
  - Південно-Східна Європа: Албанія; Болгарія; Хорватія; Греція; Італія (вкл. Сардинія, Сицилія); Румунія; Сербія; Словенія
  - Південно-Західна Європа: Франція (вкл. Корсика); Іспанія

### Ареалнатуралізації
- Південна Америка
  - Аргентина; Чилі

### Культивування
- Європа
  - Північна Європа: Ісландія
- Північна Америка
  - Канада
  - Сполучені Штати Америки

## Екологія
Мезофіт. Росте по берегах водойм, серед чагарників. Часто утворює великі лугові цілинні масиви по заплавах річок. Навесні добре витримує перезволоження і затоплення талими водами до 1,0-1,5 місяця. Зимо- і морозостійкий. Стійкий до весняних (-4 .. −6 °С) і осінніх (-5 ..- 6 °С) заморозків. Не стійкий до посухи. Найкращі для посіву ґрунти: забезпечені вологою, пухкі, досить родючі, суглинні, супіщані, торф'яно-глейові, наносні лугові, середньо- і слабокислі, осушені низинні торфовища. В Україні росте на луках (переважно заплавних) майже по всій території країни, крім степових районів.

## Господарське значення
Одна з найкращих багаторічних скоростиглих злакових трав. Серед інших видів роду, що є добрими кормовими травами, має найголовніше значення. Відростає в другій половині квітня, придатний для пасіння на початку травня, для укосу — наприкінці. По живильній цінності стоїть вище тимофіївки, костриці і грястиці збірної.

## Вирощування
Формує врожай зеленої маси — 150–350 ц/га, сіна — 45-75 ц/га, насіння — 1,5-4,0 ц/га. Протягом вегетаційного періоду дає 2—3 укоси. Врожайність збільшується при посівах в суміші з конюшиною червоною, грястицею збірною на сухіших ґрунтах і з конюшиною рожевою, стоколосом безостим або очеретянкою — на вологіших. Добре росте в співтоваристві з лядвенцем рогатого і мишачим горошком.
Найкращі сорти районовані (1980) в Україні: 'Хальяс', 'Дністровський' та місцеві.
Широкого поширення у виробництві не має, що пов'язано з труднощами ведення насінництва.